# Bellum omnium contra omnes

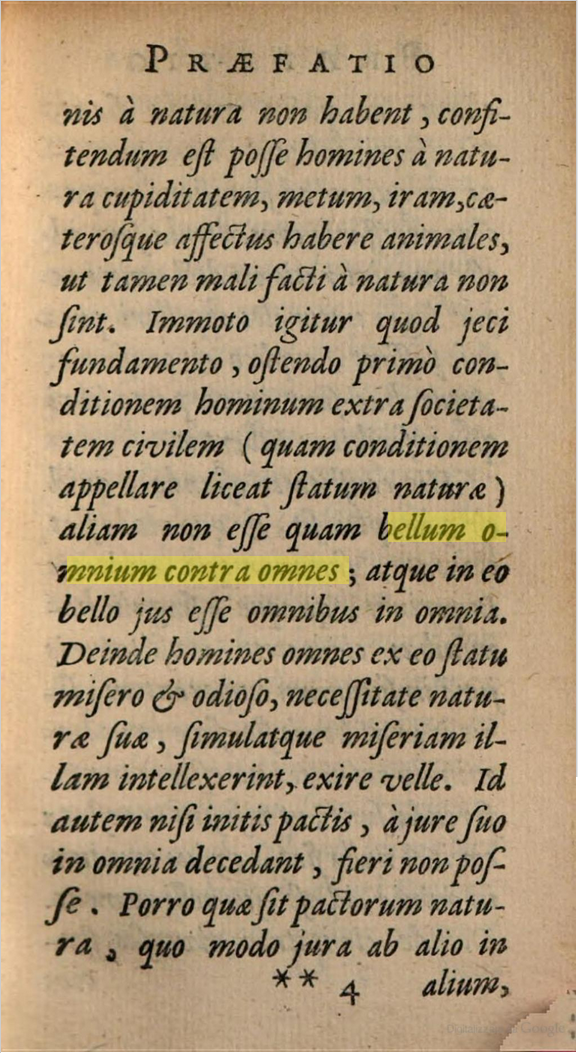
El Praefatio (Prefacio) de Cive donde la frase «Bellum omnium contra omnes» aparece por primera vez. Tomado de la edición revisada impresa en 1647 en Ámsterdam (apud L. Elzevirium).

Bellum omnium contra omnes, locución latina que significa "la guerra de todos contra todos", es la descripción que Thomas Hobbes da a la existencia humana en estado de naturaleza en sus obras De Cive (1642) y Leviatán (1651). Hobbes sostiene que la humanidad, para evitar tal condición, opta por un contrato social, abdicando de ciertas libertades a cambio de una convivencia pacífica en sociedad.